# Radargruppcentral
Radargruppcentral, Rrgc, var en svensk anläggning för luftbevakning från 1960-talet inom det så kallade STRIL 60-systemet. Rrgc var uppkopplade mot ett antal radarstationer i den luftförsvarssektor som Rrgc svarade för. Där filtrerades radarinformationen för att sedan skickas vidare till luftförsvarscentralen (LFC) som ansvarande för det övergripande läget och beslutade om insatser av eget jaktflyg. Den direkta stridsledningen utfördes av radarjaktledare i Lfc och Rrgc. Det fanns totalt 11 Lfc-anläggningar i Sverige.
Radargruppcentralerna fanns i två versioner Rrgc/T och Rrgc/F där T stod transportabel och F för fortifikativ (grupperad i bergrum) 

## Fasta radargruppcentraler
Radargruppcentraler skyddade i bergrum som under 1960-talet konstruerades av Standard Radio & Telefon AB i Barkarby. Inom STRIL 60 skulle anläggningen ursprungligen ansvara för luftbevakning och stridsledning inom tilldelat område upp till 4000 meters höjd, endast med hjälp av låghöjdsradarstationer av typen PS-15. I och med att smalbandsöverföring av radarinformation infördes i stril under senare delen av 1970-talet och antalet radarstationer som kunde presenteras därmed ökade utökades användningsområdet för Rrgc/F till att omfatta alla höjder inom ett geografiskt område. Rrgc bemannades av personal och värnpliktiga ur Flygvapnet och var i drift dygnet runt, ledningen av incidentberedskap skedde också från dessa centraler. 
Ursprungligen planerade man att bygga 13 fasta radargruppcentraler, men brist på medel under 1960-talet ledde till att man strök fem av de planerade anläggningarna. Följande fem Rrgc stannade på planeringsstadiet: Rrgc W2 i Västergötland, Rrgc S2N i Abodaklint sydväst om Oskarshamn, Rrgc G1 på Gotland, Rrgc O5N i nordöstra Uppland och Rrgc N3 i Ångermanland-Jämtland. Endast åtta fasta radargruppcentraler kom således att byggas. De sprängdes ut och kom i drift i slutet av 1960-talet och i början av 1970-talet för att så avvecklas i två omgångar under åren 1991-2001. Tre av dem tömdes och plomberades, fyra såldes i några olika omgångar för att bli till skyddade, civila serverhallar och en byggdes om till ledningscentral.
| Sektor | FAR-signal   | Plats                              | Avvecklad |
| ------ | ------------ | ---------------------------------- | --------- |
| ÖN M   | Rrgc Minken  | Klöverträsk, Älvsbyn               | 2000      |
| O5 M   | Rrgc Geten   | Östra Ledinge, Riala, Norrtälje    | 1994      |
| O5 S   | Rrgc Björnen | Grödinge, Botkyrka                 | 1992      |
| O1 N   | Rrgc Vesslan | Drömgruvan, Norrköping             | 2001      |
| O1 S   | Rrgc Rockan  | Hannäs, Åtvidaberg                 | 2000      |
| S2 S   | Rrgc Myran   | Rödeby, Karlskrona                 | 2000      |
| S1 O   | Rrgc Bocken  | Hallabjär, Degeberga, Kristianstad | 1992      |
| S1 V   | Rrgc Hinden  | Veberöd, Lund                      | 1993      |

### Konstruktion
Radargruppcentralen var inrymd på tre våningsplan i ett bergrum:
- Bottenplan: Maskinavdelningen med elverk för drift av hela berganläggningen som även självständigt skulle fungera vid elavbrott, om det utifrån inkommande stamnätet som normalt drev hela anläggningen skulle fallera. På samma plan fanns även en matsal med kök, en televerkstad, ett förråd och ett övernattningsrum.
- Mellanplan: Här fanns driftchefen, bokförrådet, ett konferensrum, omklädningsrum och toaletter.
- Översta planet: Bestod av två rum, telerummet och operatörsrummet.

#### Telerummet
Här fanns centralens datorutrustning och övrig elektronik som krävde en ren och temperaturkontrollerad miljö. Centralen använde dels datorer från Stansaabs Censor-serie: Censor 120, Censor 220, Censor 932 och Facit DS 9000. Både stridsledningsdatorn, som var en Facit DS 9000, och höjdmätningsdatorn, en Censor 120, har utgått, den senare i samband med att den volymetriska höjdmätaren PH-39 avvecklades omkring 1990.

#### Operatörsrummet

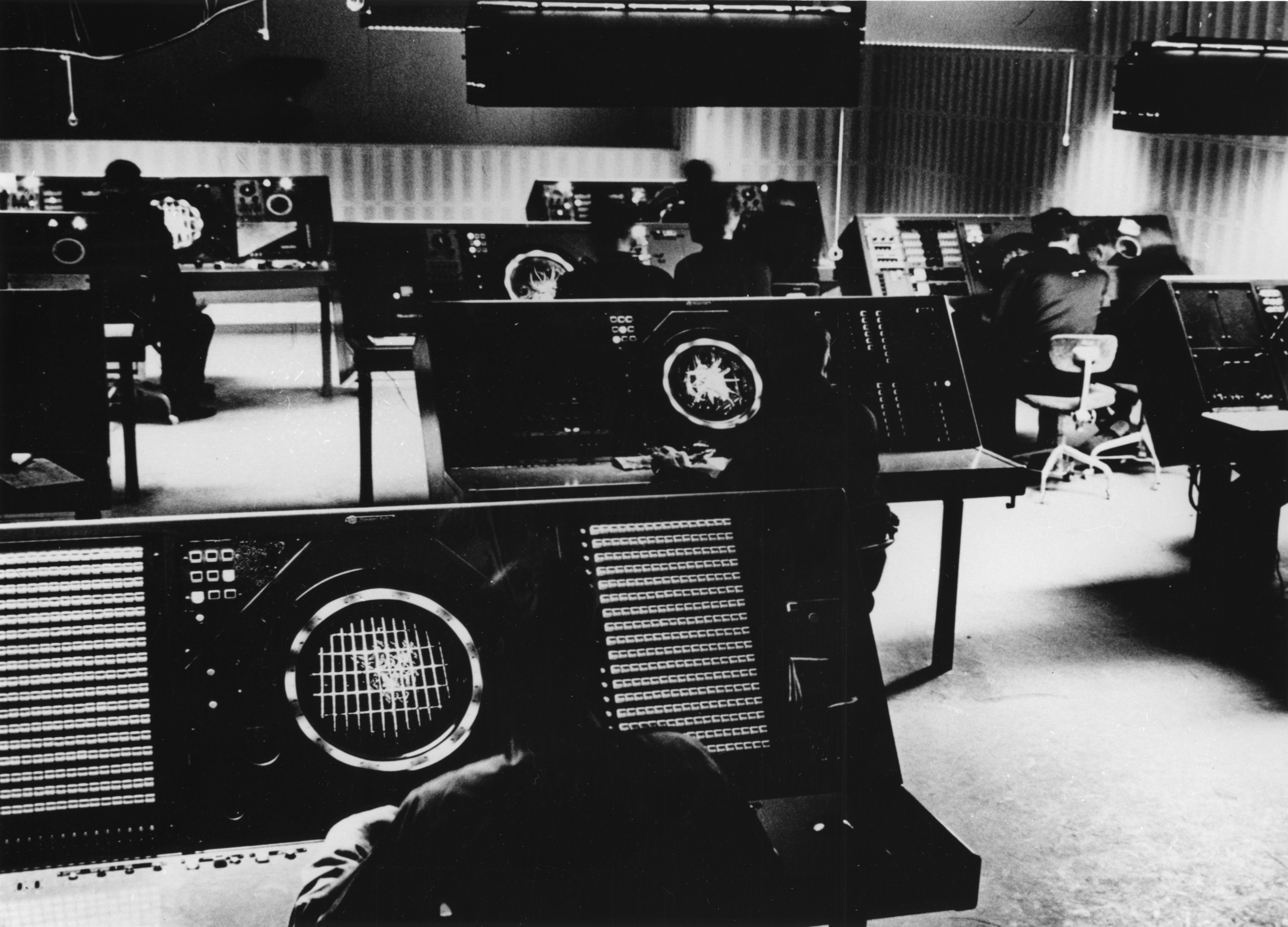
Operatörsrum för Radargruppcentral med manöverbord för stridsledningspersonal.

Operatörsrummet eller taktikrummet som det också kallades var rummet där all den datatekniken som fanns i telerummet skulle presentera informationen på alla de radarskärmar som fanns här inne. Här fanns också tabellindikatorer som visade status för egna förband, väder och annan vital kringinformation. Härinne satt radarjaktledarna som via styrdatakommandon kunde leda J35 Draken eller senare JA 37 Viggen fram till fiendeplanen. I cockpit fick piloterna styrkurs, höjd, fart och avståndsinformation.

### Prestanda
Centralens datorsystem kunde hantera luftläget i ett område 1024 kilometer i fyrkant och upp till 39 800 meters höjd. Totalt kunde information från 15 radarstationer hanteras och presenteras för centralens personal. Datorsystemet kunde målfölja upp till 73 företag skicka information om 70 stycken vidare till luftförsvarscentraler eller andra radargruppcentraler, totalt kunde 16 stridsledningsuppdrag genomföras samtidigt vilket innebar 4 stycken per radarjaktledare.

## Transportabla radargruppcentraler
För att stödja de luftförsvarscentraler som saknade egna fasta radargruppcentraler eller egen direkt stridsledningsförmåga så utvecklades transportabla radargruppcentraler (Rrgc/T). Dessa centraler inrymdes i en telehydda på hjul som innehöll huvuddatorn och kommunikationsutrustning och en till tre operatörshyddor på hjul som innehöll operatörsplatser för radarjaktledare och övrig personal. Centralen kunde grupperas i förberedda bergrum så kallad S-anläggning eller i förberedda oskyddade anläggningar så kallad N-anläggning. Normalt så grupperades centralen i krigstid i en S-anläggning som också inrymde en PS-860 radaranläggning. Genom systemet för smalbandsöverföring av radarbild så kunde man ansluta flera olika radarstationer till centralen.
De första transportabla radargruppcentralerna började tas i drift i mitten 1980-talet. Utrustningen levererades av SRA med datorer från Marconi och telefonväxlar från Ericsson.
| Flottilj           | FAR-signal     | Sektor | Krigsplacering |
| ------------------ | -------------- | ------ | -------------- |
| F 4                | rrgc/t Tjuren  | N3     | lfc Humlan     |
| F 7                | rrgc/t Hajen   | W2     | lfc Svalan     |
| F 18 (senare F 16) | rrgc/t Pantern |        |                |
| F 21               | rrgc/t Järven  |        |                |

### Prestanda
Centralens datorsystem kunde hantera luftläget i ett område 2048 kilometer i fyrkant och upp till 39 800 meters höjd. Totalt kunde information från 6 radarstationer hanteras och presenteras för centralens personal. Datorsystemet kunde målfölja upp till 72 företag skicka information om 60 stycken vidare till luftförsvarscentraler eller andra radargruppcentraler, från andra centraler kunde information om maximalt 143 företag mottagas. Totalt kunde 12 stridsledningsuppdrag genomföras samtidigt vilket innebar 2 stycken per radarjaktledare.